# Кавальказелле, Джованни Баттиста
Джованни Баттиста Кавальказелле (итал. Giovanni Battista Cavalcaselle; 22 января 1819, Леньяго, провинция Верона — 31 октября 1897, Рим) — итальянский писатель, историк искусства, рисовальщик, теоретик реставрации и один из представителей оригинальной знато́ческой методики атрибуции произведений изобразительного искусства.

## Биография
Джованни Баттиста родился в семье Пьетро и Элизабетты Розина в городке Леньяго (Legnago), провинции Верона. Проучившись некоторое время на инженера, он поступил в Венецианскую академию изящных искусств (Accademia di Belle Arti di Venezia). Однако вскоре покинул Академию и, используя семейные средства, предназначенные для обучения, отправился в путешествия, сначала в Венето, а затем в остальную часть Италии. Пешком «за короткие дни, из одной деревни в другую, он посетил церкви, государственные и частные художественные галереи, дворцы и монастыри, открывая для себя бесконечное количество произведений искусства, которые он фиксировал в набросках, записных книжках или на разбросанных листах».
Жизнь Квальказелле была бурной, а биография авантюристической.
В 1846 году через Трентино и Тироль Джованни Баттиста добрался до Мюнхена, где остался надолго. Затем он проехал по всей Германии, был в Дрездене, Лейпциге и Берлине. Когда в 1848 году он путешествовал по долине по Рейна в сторону Голландии или Бельгии, то получил известия об антиавстрийском восстании в Ломбардии и Венето. Он вернулся на родину и в Падуе записался в легион венецианских студентов-добровольцев. В Пьяченце (или Кремоне) он был арестован австрийцами и приговорен к смертной казни, но был спасён из-за приближения пьемонтских войск к городу. В 1850 году Квальказелле эмигрировал в Лондон, где жил на небольшие деньги, которые его родственники сумели отправить ему из Италии.
Ранее, в 1847 году, в Мюнхене Кавальказелле познакомился с английским журналистом и художником-любителем Джозефом Арчером Кроу, который рассказал ему о своём плане написать книгу о фламандской живописи. Приехав в Лондон, Кавальказелле нашёл в доме Кроу гостеприимство. Плодом совместного творчества Кроу и Кавальказелле стал ряд книг, которыми они положили начало систематической британской истории искусства. Первой совместной работой Кроу и Кавальказелле стала книга «Ранние фламандские живописцы» (англ. The Early Flemish Painters: Notices of their Lives and Works; Лондон, 1856). За ней последовали фундаментальная «Новая история живописи в Италии со II по XVI века» (англ. A New History of Painting in Italy from the Second to the Sixteenth Century; 1864—1871, 5 томов), биографии Тициана (англ. Titian: His Life and Times; 1877) и Рафаэля (англ. Raphael: His Life and Works; 1882—1885). Распределение работы между двумя авторами состояло, по-видимому, в том, что Кроу производил окончательную редактуру текста, основанного на идеях обоих авторов, а Кавальказелле, используя ранее сделанные им путевые зарисовки, выполнял в качестве иллюстраций гравюры на дереве.
Жермен Базен описал их работу следующим образом: «Комментарий в рисунке — таков был метод Кавальказелле; что касается Джозефа Кроу, то он занимался описанием этих рисунков. В своих мемуарах Кроу повествует об их совместной скрупулёзной работе, которая заключалась в бесконечной систематизации сотен рисунков; этим они занимались с утра до вечера на столе площадью двадцать квадратных футов и лишь с наступлением сумерек отправлялись прогуляться в какой-нибудь близлежащий парк».
В 1851 году Кавальказелле уже был настолько известен, что его пригласили в Англию, в Ливерпуль, вместе с Г. Ф. Ваагеном для составления каталога картин местной художественной галереи. Она также выступал консультантом в Национальной галерее в Лондоне.
В 1857 году Кроу уехал в Индию, а Кавальказелле получил возможность вернуться в Италию. Однако он был арестован в Неаполе в 1859 году полицией Бурбонов. С 1860 года Кавальказелле и Кроу сумели возобновить общую работу по истории итальянской живописи.
13 сентября 1862 года в Турине Кавальказелле был ранен ножом неизвестным лицом. Причины не ясны. Возможно, нападение было спровоцировано публикацией списков произведений искусства, хранившихся в монастырях, запрещённых церковными законами.
В 1862 году Джованни Баттиста Кавальказелле обратился к министру просвещения К. Маттеуччи с предложениями о сохранении национальных памятников и предметов искусства. В 1867 году он был назначен генеральным инспектором Национального музея Барджелло во Флоренции. В те годы Кавальказелле продолжал путешествовать: в 1865 году он побывал в Копенгагене, Стокгольме, Брюсселе, Санкт-Петербурге, Праге, Вене, Будапеште, был в Шотландии и снова Лондоне.
В 1867 году Джованни Баттиста женился на Анджеле Ровеа и поселился во Флоренции. В 1868 году, после работы в качестве гида принца Фридриха Прусского по осмотру флорентийский коллекций, он был награждён крестом ордена Св. Маврикия. В 1871 году он переехал в Рим, и ему было поручено составить опись картин и статуй в коллекциях итальянских общедоступных музеев. В качестве помощников ему были предоставлены два поэта: Г. Прати и А. Алеарди. Тем временем в Лондоне в 1871 году была опубликована написанная вместе с Кроу «История живописи в Северной Италии» (ещё не переведенная на итальянский язык). В 1873 году Кавальказелле вместе с Кроу был приглашён в Вену для помощи в реорганизации галереи Бельведер и получил за эту работу золотую медаль за заслуги перед императором.
С 1875 по 1893 год он занимал должность главного инспектора в новом Центральном управлении раскопок и музеев Королевства (Direzione Centrale degli Scavi e dei Musei del Regno) в Риме (в 1881 году: Генеральное управление древностей и изящных искусств; Direzione Generale per le Antichità e Belle Arti). Кавальказелле много выступал, в том числе в газетах и журналах, в защиту итальянского художественного наследия.
В 1883 году Кавальказелле в последний раз побывал в Англии, Франции и Испании. 30 июня 1893 года он оставил службу по возрасту. Во время поездки на поезде из Флоренции в Рим он заболел и умер в Риме на следующий день 31 октября 1897 года.

## Профессиональная деятельность
Кавальказелле «исходил почти всю Италию и зарисовал иконы и картины старых мастеров для их сравнительного анализа и изучения, ибо развитая фотографическая техника была в то время мало кому доступна… Обладая крепкой зрительной памятью и замечательным чувством качества живописи, с помощью рисунков он мог точно сравнивать стиль произведений, увиденных на расстоянии места и времени. И поэтому он уничтожил огромное количество легенд о ценности копий или подражаний, выдающихся мастерах и учениках, и смог указать преемственность произведений одного и того же мастера».
Следуя методике Джованни Морелли и Бернарда Беренсона, Кавальказелле и Кроу в своей атрибуционной работе стремились осуществить «пространное критическое исследование итальянской и голландской живописи исключительно на основе данных зрительного восприятия… Они были убеждёнными эмпириками и враждебно относились к любому теоретизированию».
Кавальказелле рисовал всё, что видел: алтарные картины, росписи, рельефы. Сначала он делал быстрый и лаконичный карандашный набросок, затем уточнял, стараясь уловить манеру и технику каждого автора. Свои наблюдения он дополнял заметками о характерных особенностях цвета, различными примечаниями. Встреча Кавальказелле с Бернардом Бернсоном во многом определила его дальнейший творческий путь.
В 1861 году Кавальказелле вместе c Джованни Морелли по поручению Министерства просвещения составляли каталог произведений искусства, принадлежащих храмам и монастырям областей Марке и Умбрия. Это была одна из первых переписей национального художественного наследия, проводимая после объединения Италии. В этой работе Кавальказелле использовал материалы, собранные в его предыдущих путешествиях. В дальнейшем отношения с Морелли осложнились и они прекратили сотрудничество.
Следуя примеру аббата Ланци, Кавальказелле разделял художников по школам, придавая при этом особое значение венецианской живописи. Его интерес был направлен непосредственно к формальному качеству произведений, и в своих кропотливых исследованиях для проникновения в стиль живописцев он всегда использовал собственные зарисовки. «Его метод был эмпирическим и основывался на остром восприятии стилевых различий, которые следовало уловить во всех частях произведения; метод, не имеющий отношения к попыткам Морелли рационализировать технику знатока с помощью хорошо известной доктрины, согласно которой индивидуальность автора проявляется в тех деталях, где художественное усилие наиболее слабо, и, следовательно, форма менее продумана и более восприимчива к бессознательному».
Кавальказелле внёс вклад в разработку методики реставрации мозаик, фресок и картин по принципу: «лучше реставрировать так, чтобы максимально сохранить древнее, как оно есть». Кавальказелле стремился привить реставраторам самое строгое уважение к произведению искусства, рекомендуя не проводить живописную ретушь при реставрации фресок, и даже в картинах на холсте или дереве ограничивать вынужденное тонирование. Он прилагал усилия для предотвращения массового вывоза произведений искусства из Италии.
В 1870 году министр Ч. Корренти поручил Кавальказелле определить необходимость самых срочных реставрационных работ в Италии. Так он отметил в качестве первоочередных реставрационных работ фрески Джотто ди Бондоне в базилике Сан-Франческо в Ассизи и в Капелле дель Арена в Падуе, фрески Мантеньи в капелле Оветари церкви Эремитани в Падуе и в герцогском дворце Мантуи.
Джованни Баттиста Кавальказелле ещё при жизни был единодушно признан знатоком классического искусства. Адольфо Вентури, который встречался с Кавальказелле, испытывал к нему глубокое уважение и видел в нём продолжателя Джорджо Вазари.

## Основные публикации
Совместно с Дж. А. Кроу:
- Ранние фламандские живописцы (The Early Flemish Painters: Notices of their Lives and Works). 1856
- Новая история живописи в Италии со II по XVI века" (A New History of Painting in Italy from the Second to the Sixteenth Century). 1864—1871, 5 томов
- История живописи Северной Италии (History of painting in north Italy). 1871
- Жизнь Тициана (Life of Titian) 1877
- Жизнь и времена Тициана: с некоторыми воспоминаниями о его семье (The Life and Times of Titian: With Some Account of His Family). 2 тома, 1881
- Рафаэль, его жизнь и его творчество (Raffaello, la sua vita e le sue opera) 1883—1885
- Рафаэль: его жизнь и работы: со ссылкой на недавно обнаруженные записи и исчерпывающее изучение сохранившихся рисунков и картин (Raphael: his life and works: With particular reference to recently discovered records, and an exhaustive study of extant drawings and pictures). 1885

Дж. Б. Кавальказелле:
- О самом достоверном портрете Данте (Sul più autentico ritratto di Dante). 1865
- Каталог предметов искусства Марке и Умбрии (в сотрудничестве с Джованни Морелли) в Итальянских национальных галереях (Catalogo degli oggetti d’arte delle Marche e dell’Umbria, in collaborazione con Giovanni Morelli, in Le Gallerie nazionali italiane). 1866
- О сохранении памятников и произведений изобразительного искусства и о реформе академического обучения (Sulla conservazione dei monumenti ed oggetti di belle arti e sulla riforma dell’insegnamento accademico) 1863
- Жизнеописания ранних фламандских живописцев: с заметками об их произведениях (Lives of the Early Flemish Painters: With Notices of Their Works). 1879
- Тициан, его жизнь и его времена: с некоторыми заметками о его семье, работе, основанными в основном на неопубликованных документах (Tiziano, la sua vita e i suoi tempi: Con alcune notizie della sua famiglia, opera fondata principalmente su documenti inediti) 2 тома, 1877
- История древней фламандской живописи, издание с биографией Кавальказелле (Storia dell’antica pittura fiamminga, edizione pubblicata da Imbro Tkalac Ignjatijević con biografia de Cavalcaselle). 1899